# Harry Potter und das verwunschene Kind
Harry Potter und das verwunschene Kind (Originaltitel: Harry Potter and the Cursed Child) ist ein Theaterstück von Jack Thorne, das auf einer Geschichte von Thorne, Joanne K. Rowling und John Tiffany (Textbuch mit Regieanweisungen) basiert. Es ist eine Fortsetzung der sieben Harry-Potter-Romane Rowlings, die 19 Jahre nach dem Ende der Haupthandlung des letzten Buchs beginnt.
Ab dem 7. Juni 2016 wurde das Stück in Voraufführungen gezeigt. Die offizielle Uraufführung fand am 30. Juli 2016 im Palace Theatre im Londoner West End statt; einen Tag später wurde das Skript des Stücks in Buchform veröffentlicht. Die deutsche Übersetzung erschien am 24. September 2016 beim Carlsen Verlag. 2021 wurde die erste nicht-englischsprachige Version in Hamburg uraufgeführt, außerdem gibt es Produktionen in New York, Melbourne, San Francisco, Toronto und Tokio. Ursprünglich wurde das Stück in zwei Teilen gezeigt, seit 2021 wird es auch als gekürzte Version an einem Tag gespielt. Ab 2023 ist die zweiteilige Fassung nur noch in London zu sehen.

## Handlung
19 Jahre nach seinem erfolgreichen Kampf gegen Lord Voldemort ist Harry Potter erwachsen. Der nunmehr 37-Jährige ist nun ein überarbeiteter Mitarbeiter des Zaubereiministeriums, wo er in der Abteilung für magische Strafverfolgung tätig ist. Er hat Ginny Weasley geheiratet, die als Quidditch-Korrespondentin für den Tagespropheten arbeitet; mit ihr hat Harry drei schulpflichtige Kinder. Die Belastungen durch Arbeit und Privatleben sind manchmal zu viel für ihn, und das Verhältnis zu seinem jüngsten Sohn Albus Severus, der nichts mit seinem Vater zu tun haben will, ist distanziert. Während sich Harry seinen jetzigen Status verdient hat, kämpft Albus Severus noch mit dem Erbe seiner Familie und damit, im Schatten seines berühmten Vaters zu stehen.
Auch Ron Weasley und Hermine Granger, Harrys beste Freunde aus seiner Schulzeit, haben geheiratet. Während Ron nun mit seinem Bruder George zusammen den Zauberladen Weasleys Zauberhafte Zauberscherze betreibt, hat die strebsame Hermine die Position der Zaubereiministerin erreicht. Außerdem haben die beiden zwei Kinder: Hugo und Rose. Die gemeinsame Tochter ist eine ausgezeichnete Quidditch-Spielerin. Draco Malfoy, Harrys alter Feind, der nun ebenfalls im Zauberei-Ministerium arbeitet, hat einen Sohn namens Scorpius. Harry und seine Freunde verabschieden gemeinsam ihre Kinder am Bahnhof King’s Cross zur Fahrt in die Zaubererschule Hogwarts. Albus Severus, der im Gegensatz zu seinem Vater ein eher schüchterner Außenseiter ist, besteigt den Hogwarts-Express, in dem Harry einst erstmals auf gleichaltrige Zauberer traf, am Gleis Neundreiviertel mit gemischten Gefühlen. Der 11-Jährige empfindet es als Bürde, der Sohn eines der bekanntesten Zauberer der Geschichte zu sein. Im Zug freundet er sich ausgerechnet mit Scorpius Malfoy an. In Hogwarts ist nun Professor Minerva McGonagall Direktorin. Scorpius wird zusammen mit Albus dem Haus Slytherin zugeordnet, während Rose Gryffindor zugeteilt wird.
Albus Severus erfährt, dass Cedric Diggorys Vater Harry darum bittet, seinen Sohn mithilfe eines Zeitumkehrers wieder zum Leben zu erwecken. Harry verweigert jede Mithilfe. Albus Severus will sich beweisen und mithilfe einer Zeitreise den Fehler seines Vaters korrigieren. Mit der Unterstützung von Cedrics Cousine Delphi können Albus Severus und Scorpius im Zaubereiministerium einen Zeitumkehrer stehlen. Beim Versuch, Cedrics Ermordung durch Peter Pettigrew auf Voldemorts Befehl am Ende des Trimagischen Turniers zu verhindern, treten die beiden eine ganze Kette von unvorhergesehenen Ereignissen los, die die ganze magische Welt verändern. In einer alternativen Zeitlinie stirbt Harry und Lord Voldemort regiert die Welt.
Es gelingt Scorpius, mit Hilfe des Zeitumkehrers die ungewünschten Änderungen in der alternativen Zeitlinie rückgängig zu machen, wobei ihm Severus Snape, der dort gemeinsam mit Hermine Granger und Ron Weasley im Untergrund gegen Voldemort kämpft, hilft. Scorpius und Albus Severus beschließen, den Zeitumkehrer zu zerstören, um weitere unerwünschte Rückwirkungen auf die Zeit zu vermeiden. Sie werden jedoch von Delphi übertölpelt, die den beiden offenbart, dass sie die geheime Tochter von Lord Voldemort sei und aufgrund einer Prophezeiung glaubt, sich durch die Rettung des „überflüssigen“ Cedric in der Vergangenheit mit ihrem Vater vereinigen zu können. Es gelingt Albus und Scorpius zunächst, diesen Plan zu vereiteln, aber Delphi reist stattdessen mit den beiden in das Jahr 1981, um zu verhindern, dass Lord Voldemort Harrys Eltern tötet und damit sein eigenes Schicksal besiegelt. Albus Severus gelingt es aber, seine Eltern aus der Gegenwart zu seiner Rettung zu rufen. In einem Kampf in dem Ort Godric’s Hollow gelingt es Harry, Draco, Hermine, Ron und Ginny gemeinsam mit Albus Severus und Scorpius, Delphi zu besiegen. Harry Potter findet einen neuen Zugang zu Albus Severus, und Vater und Sohn kommen sich wieder näher.

## Figuren
Harry Potter: Er ist Mitarbeiter des Zaubereiministeriums und Leiter der Abteilung für magische Strafverfolgung. Harry hat Ginny Weasley geheiratet, die Schwester seines besten Freunds Ron. Gemeinsam haben sie drei Kinder: James Sirius, Albus Severus und Lily Luna.
Ginny Potter (geb. Weasley): Die Ehefrau von Harry Potter arbeitet als Quidditch-Korrespondentin für den Tagespropheten. Nach ihrem letzten Jahr in Hogwarts war sie für einige Jahre Profi-Quidditchspielerin, bis sie sich schließlich der Familienplanung widmete.
Albus Severus Potter: Er ist der zweite Sohn von Harry und Ginny Potter. Er leidet sehr darunter, dass sein Vater berühmt ist, weshalb es zwischen den zweien öfters zu Streitigkeiten kommt. Außerdem verliebt sich Albus in Delphi, jedoch verfliegen diese Gefühle, als er ihre wahre Identität kennt. Albus wird zusammen mit seinem Freund Scorpius dem Haus Slytherin zugeordnet.
Ron Weasley: Harry Potters bester Freund heiratete seine beste Freundin Hermine, mit der er zwei gemeinsame Kinder hat: Hugo und Rose. Gemeinsam mit seinem Bruder George betreibt er den Zauberladen Weasleys Zauberhafte Zauberscherze.
Hermine Granger: Sie ist inzwischen Zaubereiministerin geworden und die Ehefrau von Ron Weasley.
Rose Granger-Weasley: Die Tochter von Ron Weasley und Hermine Granger ist eine ausgezeichnete Quidditch-Spielerin.
Draco Malfoy: Harry Potters früherer Erzrivale arbeitet ebenfalls als Beamter im Zaubereiministerium. Draco heiratet Astoria Greengrass. Mit ihr hat er einen Sohn, Scorpius Hyperion. Astoria verstirbt, kurz bevor Scorpius das dritte Schuljahr beginnt.
Scorpius Malfoy: Er ist der Sohn von Draco Malfoy und wird der beste Freund von Albus Severus Potter. Scorpius ist nicht ganz so geworden, wie sein Vater sich das gewünscht hatte, da er sich ausgerechnet in Rose Granger-Weasley verliebt.
Minerva McGonagall: Seit der Schlacht von Hogwarts hat Professor Minerva McGonagall den Posten als Direktorin der Zauberschule übernommen.
Lord Voldemort: Herrscher der Zauberwelt in einer alternativen Zeitlinie.
Delphi Diggory / Augurey: Die Tochter von Lord Voldemort und Bellatrix Lestrange wird im Stück zunächst als Nichte von Amos Diggory vorgestellt. Die als Waise Lebende will in der Zeit zurückgehen, um ihren Vater zu treffen. Aufgrund einer Prophezeiung glaubt sie, dass sie seinen Tod ungeschehen machen und seine Macht wiederherstellen kann.
Maulende Myrthe: Der die Mädchentoilette bewohnende Geist gibt Albus und Scorpius Tipps, wie sie ihr Vorhaben erreichen können.
Cedric Diggory: Er ist der Star des Trimagischen Turniers und kommt bei dessen Ende durch seine Nähe zu Harry Potter ums Leben. Die Verhinderung seines Todes ist im Laufe des Stücks ein zentrales Thema.

## Aufbau des Stückes
Das Stück besteht aus zwei Teilen mit je zwei Akten.  Es ist so gestaltet, dass man das Stück an einem Tag aufführen kann, die Vorstellung aber auch auf zwei Tage verteilbar ist. Zuschauer können das Stück somit auf zwei Tage verteilt sehen, oder an einem Tag, im Rahmen einer Matinee und einer Abendvorstellung. Diese Entscheidung wurde von einigen kritisiert, da man nun gleich zwei Karten kaufen müsse, um ein ganzes Stück zu sehen.

## Produktionsgeschichte

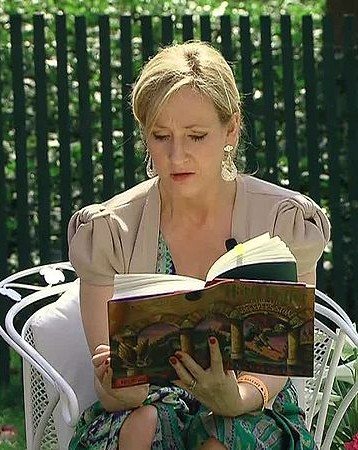
Joanne K. Rowling, die Autorin des Stückes

Am 26. Juni 2015, und damit zum 18. Jahrestag der Veröffentlichung des ersten Harry-Potter-Romans Harry Potter und der Stein der Weisen, verkündete Rowling, dass das bereits im Dezember 2013 als vermeintliches Prequel angekündigte Theaterstück über Harry Potter entstehen würde, es allerdings ein Sequel sei und der Name des Stückes im Original Harry Potter and the Cursed Child sein werde. Im Juni 2015 wurde ebenfalls bekannt, dass der Tony- und Olivier-Award-Gewinner John Tiffany die Inszenierung des Stückes übernehmen wird. Am 23. Oktober 2015 wurde bekannt, dass das Stück als achte Geschichte der Serie die Handlung von Harry Potter und die Heiligtümer des Todes fortführen soll.
Im Oktober 2015 verriet Rowling via Twitter, dass das Stück eine reguläre Fortsetzung der Potter-Abenteuer sein soll. Auf die Frage, warum sie ein Theaterstück einem neuen Roman vorgezogen hat, antwortete sie, dass ihr die Zuschauer, sobald sie das Stück gesehen haben, zustimmen werden, dass das Theater das einzige angemessene Medium für diese Geschichte ist. Der Drehbuchautor Jack Thorne schrieb das Stück, die Geschichte stammt von ihm, Rowling und Regisseur Tiffany. Thorne erhielt 2009 den Best British Newcomer Award. des London Film Festivals und wurde 2012 BAFTA-Gewinner.
Als Produzenten des Theaterstücks fungieren neben Harry Potter Theatrical Productions noch Sonia Friedman und Colin Callender. Für die Choreographie ist Steven Hoggett zuständig, das Bühnenbild stammt von Christine Jones, Katrina Lindsay übernimmt das Kostümdesign, und die Lichttechnik wird von Neil Austin geleitet.
Das Tondesign übernimmt Gareth Fry, Spezialeffekte werden von Jeremy Chernick kreiert, die Illusionen stammen von Jamie Harrison, und die Musikalische Leitung übernimmt Martin Lowe. Die Komponistin der Musik ist Imogen Heap.
Ein im Oktober 2015 veröffentlichtes Plakat zum Stück zeigt einen kleinen Jungen, der verängstigt in einem kugelrunden Nest sitzt, an dem Flügel angebracht sind. Der Junge soll Albus Severus Potter sein, und das Nest selbst erinnert an den goldenen Schnatz, der Harry Potter von Dumbledore vermacht wurde und in dem dieser den Stein der Auferstehung versteckt hatte. Mehrere Monate vor der Premiere wurde vor dem Palace Theatre eine große Plastik enthüllt, die nahezu das gleiche Motiv zeigt.
Am 31. Mai 2016 wurden über Pottermore erste Fotos der Kostüme veröffentlicht.
Diese zeigten die Darsteller von Harry Potter, Ginny Potter geborene Weasley und Albus Severus Potter in der Kleidung, die sie im Stück tragen werden. Später wurden in einem Hintergrundvideo neben einer kurzen Äußerung von Harry-Potter-Darsteller Jamie Parker, der im Stück noch immer eine Brille trägt, auch die Schauspieler der Figuren Draco und Scorpius Malfoy, Ron Weasley, Hermi(o)ne Granger und Rose Granger-Weasley in ihren Kostümen gezeigt und weitere Fotos der Darsteller, teils mit, teils ohne Kostüme, veröffentlicht.

## Besetzung

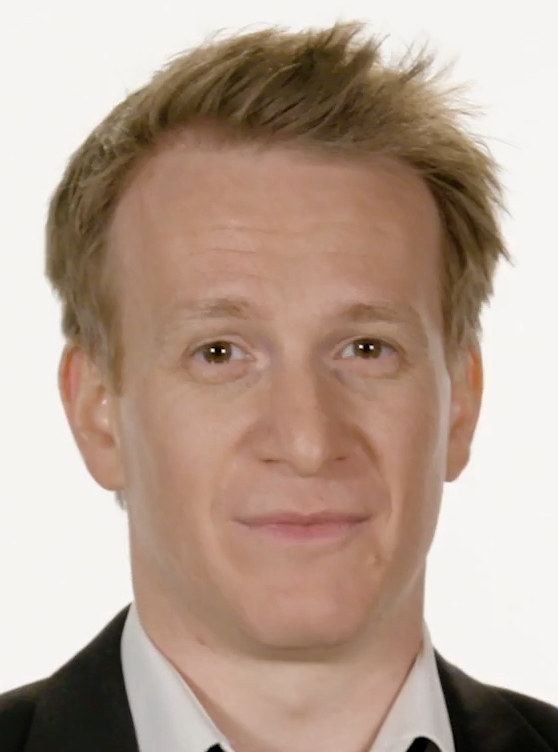
Jamie Parker spielt im Stück Harry Potter

Kurz vor Weihnachten 2015 nannte Rowling die Namen der Schauspieler, die im Stück die Hauptrollen übernehmen werden. Jamie Parker spielt Harry Potter, Ron Weasley wird von Paul Thornley dargestellt und Noma Dumezweni schlüpfte in die Rolle von Hermine Granger. Dass Dumezweni eine dunkle Hautfarbe besitzt, Hermine in den Filmen jedoch weiß ist, löste eine hitzige Debatte über schwarze Schauspieler in Rollen als fiktive Personen und Rassismus generell aus. Viele Harry-Potter-Fans und -Schauspieler drückten ihre Zufriedenheit mit der Besetzung aus, Rowling selbst verteidigte die Entscheidung und sagte, Hermine sei niemals als weiß spezifiziert worden. Sam Clemmett ist im Stück in der Rolle von Albus Severus Potter zu sehen. Am 4. März 2016 wurde bekannt, dass Anthony Boyle im Stück Scorpius Malfoy, den Sohn von Harrys Erzfeind Draco Malfoy, spielt. Anfang Juni 2016 wurde die Besetzung der Rollen von Ginny Potter mit Poppy Miller, von Draco Malfoy mit Alex Price und von Rose Granger-Weasley mit Cherrelle Skeete bekannt.

## Veröffentlichungsgeschichte

### Ansturm auf Tickets

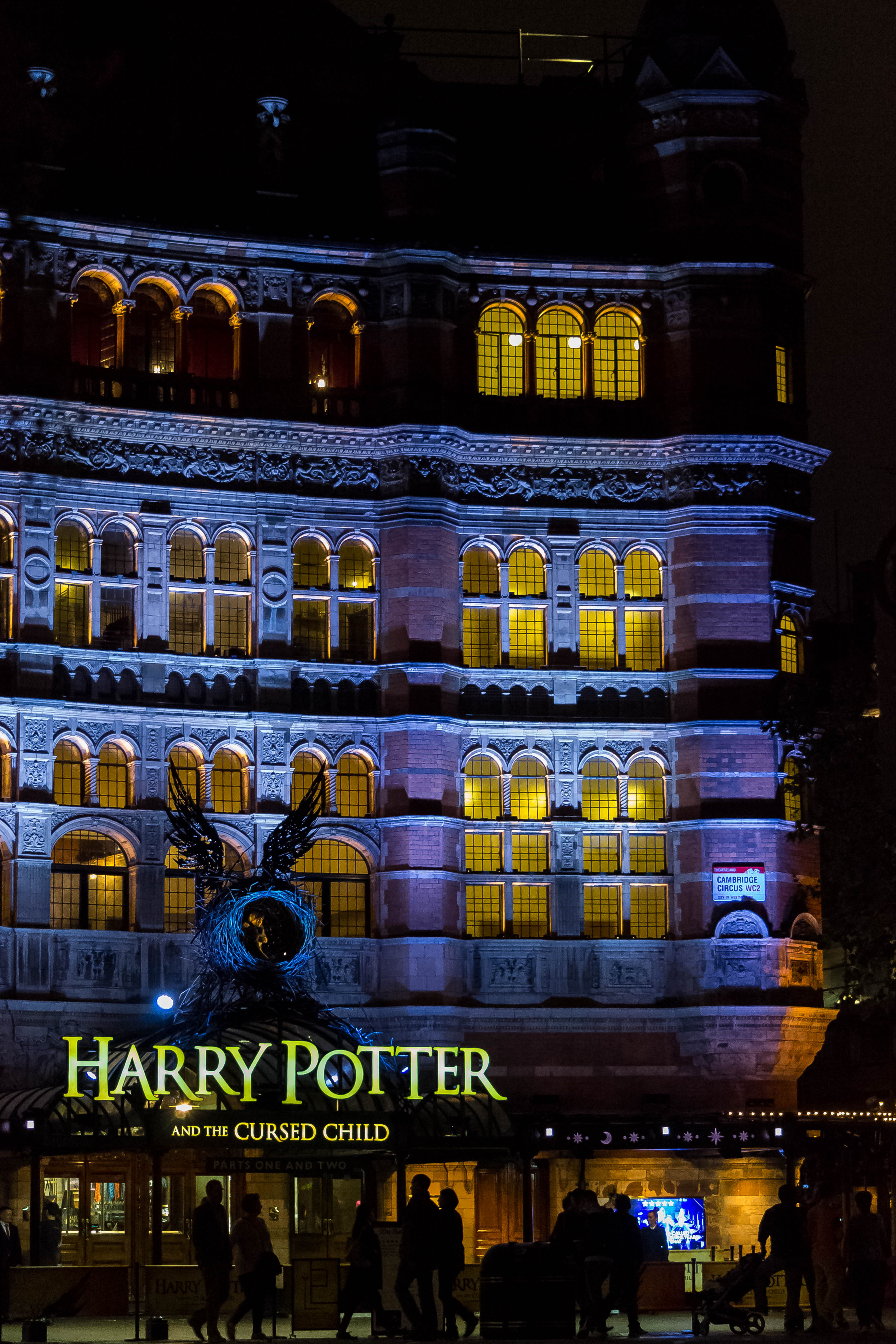
Ort der Uraufführung: das Palace-Theatre in London

Am 28. Oktober 2015 konnten erste Tickets von sogenannten Priority Bookers bestellt werden, ab dem 30. Oktober waren die Tickets für jedermann kaufbar. Weniger als acht Stunden nach der Bekanntgabe des Premieretermins gab es bereits mehr als 175.000 verkaufte Tickets für die Aufführungen am Palace-Theatre, die online getätigt werden konnten. Das Ticketsystem brach teilweise unter dem Ansturm zusammen. Innerhalb von zwei Tagen wurde der Vorverkauf von ursprünglich Juli bis September 2016 auf den 27. Mai 2017 verlängert. Die Ticketpreise für beide Teile des Stückes liegen bei 30 bis 130 £.

### Vorveröffentlichung
Ab dem 7. Juni 2016 wurde das Stück vorab in Preview-Vorstellungen gezeigt. Nur wenige Stunden zuvor war über Twitter ein Foto veröffentlicht worden, das einen ersten Blick auf das Bühnenbild gewährte. Zudem waren auf dem Foto einige der Schüler von Hogwarts in Roben zu sehen und die Flaggen der vier Häuser Gryffindor, Slytherin, Hufflepuff und Ravenclaw.

### Premiere
Am 30. Juli 2016 feierte das Stück unter der Regie von John Tiffany und in Anwesenheit von Joanne K. Rowling im Londoner Palace-Theatre seine Premiere, bei welcher mehr als 30 Schauspieler auf der Bühne standen. Das im West End der City of Westminster gelegene Palace-Theater befindet sich in unmittelbarer Nähe von Great Scotland Yard, dem Straßenzug, der in den Harry-Potter-Filmen Kulisse für den Besuchereingang des Zaubereiministeriums und damit im Stück des Arbeitsplatzes von Harry Potter ist.

### Buchveröffentlichung
Die Webseite Pottermore verkündete am 10. Februar 2016, dass das Skript des Stücks am 31. Juli 2016, also einen Tag nach der Theaterpremiere, als gebundenes Buch („Hardcover“) und E-Book erscheinen werde. Der 31. Juli ist sowohl Harry Potters als auch J. K. Rowlings Geburtstag. Bereits einige Stunden nach der Ankündigung und mehr als fünf Monate vor der Veröffentlichung stand das achte Harry-Potter-Buch bereits an der Spitze der Amazon- sowie Waterstones-Charts. Später wurde das Buch bei Waterstones von dem ebenfalls von Rowling stammenden Skript zum Film Phantastische Tierwesen und wo sie zu finden sind von Platz 1 der Bestsellerliste verdrängt. Indem in der ersten Woche 847.886 Ausgaben verkauft wurden, avancierte Harry Potter and the Cursed Child zu dem Buch, das sich in den letzten Jahren am schnellsten verkaufte, zum viertschnellsten verkauften Buch überhaupt und zur am schnellsten verkauften Textfassung eines Bühnenwerks aller Zeiten.
Veröffentlichende Verlage sind Scholastic in den USA und Kanada sowie Little, Brown im Vereinigten Königreich. Das E-Book wird auch auf Pottermore zum Verkauf angeboten. Eine „Special Rehearsal Edition“ soll später als limitierte und überarbeitete „Definitive Collector’s Edition“ neuveröffentlicht werden. Der offizielle Titel des Buches lautet Harry Potter and the Cursed Child Parts I & II.
In Deutschland und Österreich wurde Harry Potter und das verwunschene Kind am 24. September 2016 im Carlsen Verlag veröffentlicht.

### Die Musik vonHarry Potter und das verwunschene Kind
Das Anfang November 2018 von Masterworks Broadway (Sony Music) veröffentlichte Album The Music of Harry Potter and the Cursed Child mit der Musik von Imogen Heap stieg am 9. November 2018 auf Platz 6 in die Soundtrack Album Charts im Vereinigten Königreich ein.

## Aufführungen in anderen Städten

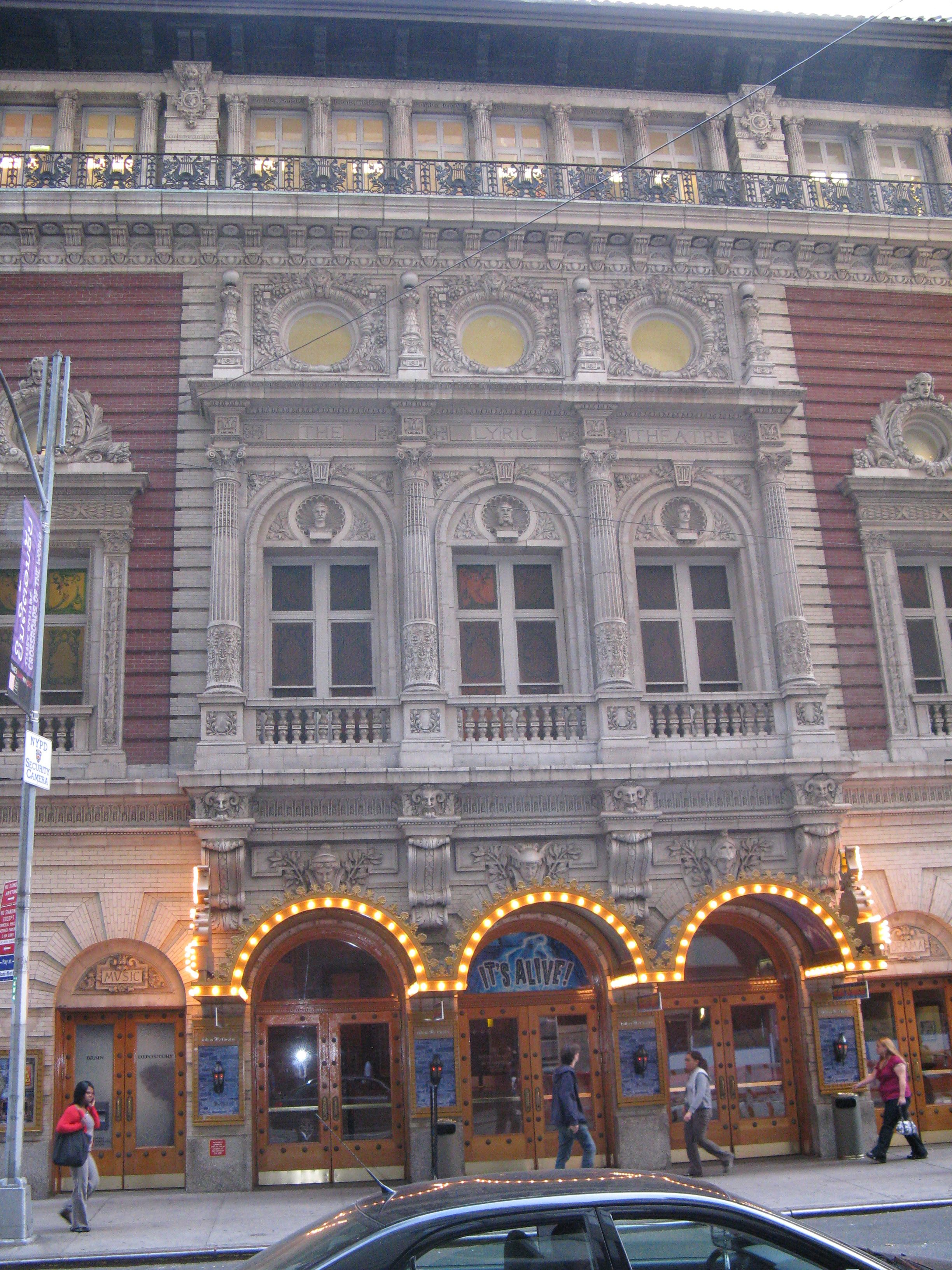
Seit 16. März 2018 ist Harry Potter und das verwunschene Kind im New Yorker Lyric Theatre zu sehen

### New York
In den USA fand die Neuaufnahme des Stückes im neu restaurierten, am New Yorker Broadway gelegene Lyric Theatre statt. Hierfür wurde am Theater eine von der Bühnenbildnerin Christine Jones und dem Bühnenleiter Brett J. Banakis gestaltete dreidimensionale Beschilderung angebracht, die von einem 150 Fuß langen Flügel geziert wird und im Februar 2018 enthüllt wurde. Oben auf dem Gebäude befindet sich eine Skulptur des geflügelten Nestes mit dem Kind. Im Vorfeld mussten am Lyric Theatre umfangreiche Umrüstungen vorgenommen werden. So entschieden sich die Designer, den Haupteingang eigens für das Stück von der Einzelhandels- und Fußgänger-verstopften Touristenfalle der West 42nd Street hin zur West 43rd zu verlegen, wo sich in den letzten Jahren ein Ausgang befunden hatte.
Nach den Previews ab dem 16. März 2018 erfolgte die offizielle Premiere am 22. April 2018, wobei einige der ursprünglichen Londoner Schauspieler ihre Rollen wieder einnahmen, darunter Jamie Parker als Harry Potter, Noma Dumezweni als Hermine Granger, Paul Thornley als Ron Weasley, Poppy Miller als Ginny, Sam Clemmett als Albus, Alex Price als Draco Malfoy und Anthony Boyle als dessen Sohn Scorpius.

### Melbourne
Am 16. Januar 2019 feierte das Stück im Princess Theatre in Melbourne Premiere. Nach rund 1.300 Aufführungen wurde die Produktion am 9. Juli 2023 geschlossen. Damit war das Stück ein Rekord: Es war das am längsten laufende Stück mit den meisten verkauften Eintrittskarten für ein Theaterstück überhaupt in Australien.

### San Francisco
Im Herbst 2019 kam ein weiterer Spielort in den USA hinzu. Die Premiere im Curran Theatre in San Francisco fand am 1. Dezember 2019 statt. Das Stück lief knapp drei Jahre, die letzte Vorstellung lief am 11. September 2022.

### Hamburg

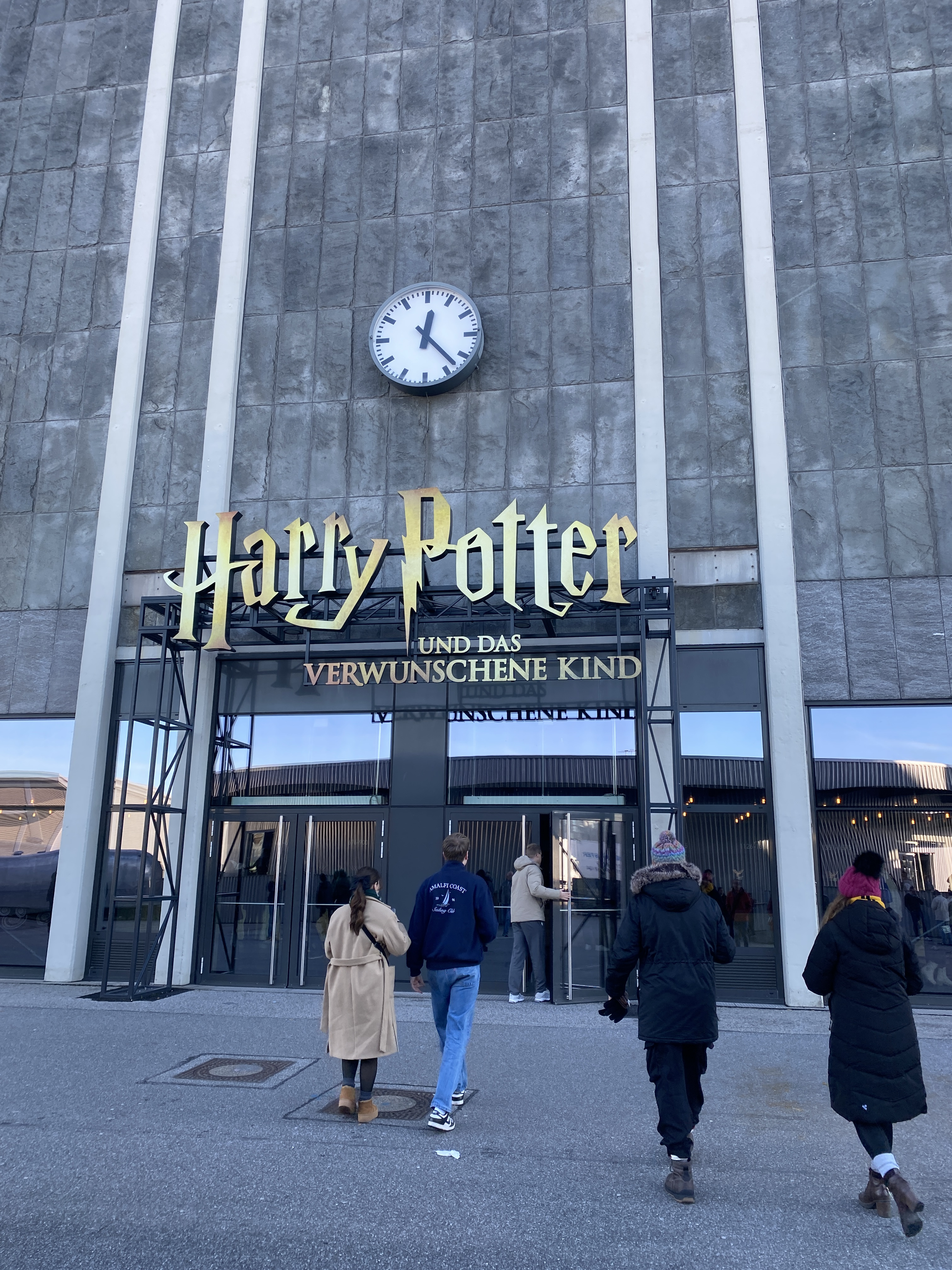
Harry Potter und das verwunschene Kind am Mehr! Theater am Großmarkt, Hamburg

Unter dem Titel Harry Potter und das verwunschene Kind sollte das Theaterstück ab 15. März 2020 dauerhaft nach Hamburg kommen. Am 13. März 2020 wurde bekanntgegeben, dass die Premiere des Stückes wegen der COVID-19-Pandemie auf Oktober 2020 verschoben wird. Am 18. August 2020 gab das Theater bekannt, dass die Premiere sich erneut verschiebt, auch der neue Termin am 11. April 2021 wurde nicht gehalten. Die Premiere fand letztendlich am 5. Dezember 2021 statt. Am 19. Februar 2023 wurde von der zweiteiligen auf eine kompakte einteilige Version der Inszenierung umgestellt.
Eigens für das Theaterstück wurde das Theater am Großmarkt ab Mai 2019 aufwendig renoviert, die Kosten dabei sollen sich auf rund 42 Millionen Euro belaufen.

### Toronto
Am 22. Mai 2019 wurde bekannt gegeben, dass die Produktion ihre kanadische Premiere im Ed Mirvish Theatre in Toronto feiern würde. Die Premiere des zweiteiligen Stücks war für den Herbst 2020 geplant, wurde jedoch aufgrund der Covid-19-Pandemie verschoben und fand schließlich am 19. Juni 2022 statt.

### Tokio
Am 13. Februar 2020 wurde bekannt gegeben, dass die Produktion ihre erste Asien-Premiere haben wird, im TBS Akasaka ACT Theater in Tokio, Japan, durch TBS Television und Horipro, mit Voraufführungen ab dem 16. Juni 2022 und der Hauptaufführung ab dem 8. Juli.

## Rezeption

### Pressestimmen zur ersten Spielzeit in London
Der Guardian-Kritiker Michael Billington meint, John Tiffany und seine Bühnenbildnerin Christine Jones hätten aus den einfachsten Zutaten Magie geschaffen. Kritiker waren auch von den Kostümentwürfen und den Lichteffekten beeindruckt, häufig wurde dabei das Erscheinen der erschreckenden Dementoren hervorgehoben.

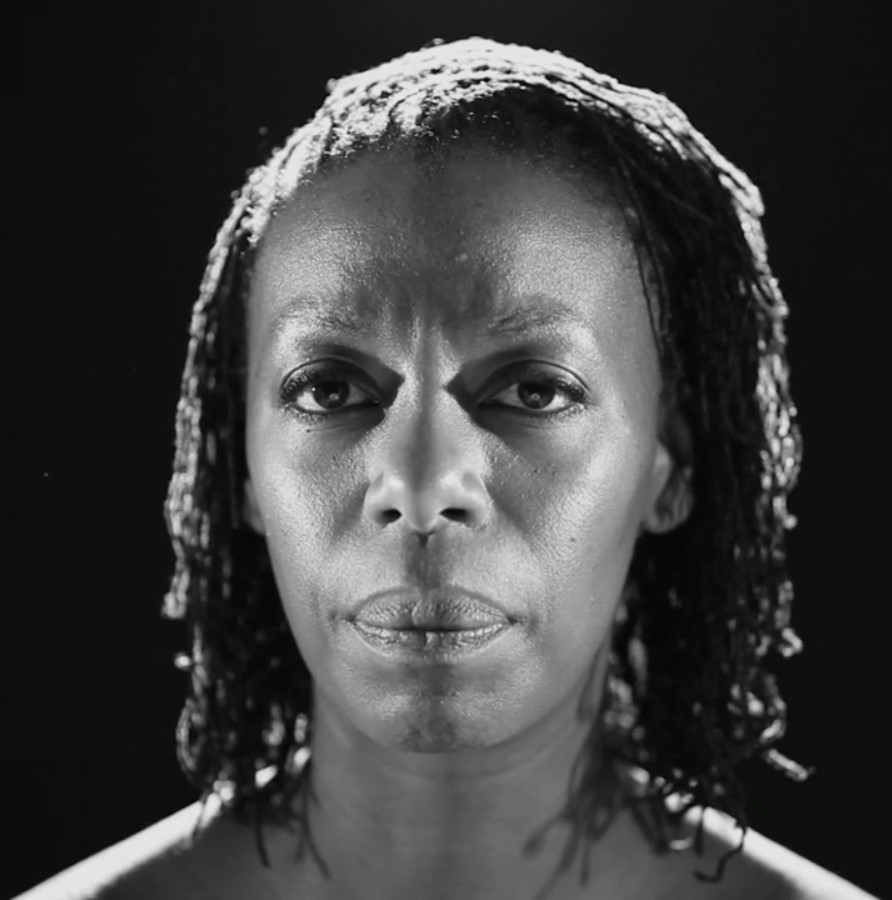
Noma Dumezweni spielt im Stück Hermine

Elysa Gardner schreibt in USA Today, es werde ein Spektakel mit einer stichhaltigen Geschichte in guter britischer Manier geboten, das ohne Prahlerei auskomme. Ben Brantley von der New York Times spricht von einem Arkana-gefüllten Plot, das Stück habe aber auch seine ernsten Seiten, wenn beispielsweise der quälende Solipsismus während des Erwachsenwerdens gezeigt werde. Am Ende des Stücks, so Brantley, sei das gesamte Publikum zu Zauberlehrlingen geworden. Gordon Cox von Variety spricht von einer fesselnden Story mit sehr viel Herz, was Rowlings Spezialität sei, und von einem eindrucksvollen Bühnenbild und meinte weiter, dass die wohlwollende Kritik, die es in der New York Times zu lesen gab, sicher dazu beitragen werde, das Stück an den Broadway zu bringen.
Besonders Jamie Parker und Sam Clemmett, die Darsteller von Harry Potter und seinem Sohn Albus Severus, hatten die Kritiker begeistert. Ben Brantley von der New York Times meint zudem, die Rolle von Hermine sei mit der Schauspielerin Noma Dumezweni perfekt besetzt. Michael Billington lobte in The Guardian die Besetzung der Figur Scorpius Malfoy mit Anthony Boyle, der die Rolle wunderbar schrullig spiele und so die Figur, die er als liebenswerter Außenseiter mit wachem Verstand beschreibt, zu einem neuen Liebling der Fans machen könnte. Auch Paul Thornley spiele einen rundweg vernünftigen Ron Weasley. Zudem empfiehlt Billington die Schauspielerin Esther Smith, die im Stück Delphi Diggory spielt, im Auge zu behalten. Die Bindung zwischen Albus Severus und Scorpius im Stück wird als sehr stark beschrieben, stärker als die von Harry Potter und Ron Weasley in den Romanen, und gehe über eine einfache Freundschaft hinaus.
Eine negative Kritik war, dass die Geschichte vielleicht ein bisschen zu vorhersehbar für echte Harry-Potter-Fans sei. Zudem erkenne man auch schnell die Kontinuitätsprobleme, die sich im Vergleich zu den Original-Abenteuern zeigten, so Dave Trumbore von Collider, denn der Zeitumkehrer in der neuen Geschichte funktioniere ganz anders als in den Romanen. Zudem seien eigentlich in Harry Potter und der Orden des Phönix alle Zeitumkehrer bei einem Kampf mit den Todessern zerstört worden.

### Auszeichnungen der Inszenierung am Londoner Palace-Theatre
Die Inszenierung am Londoner Palace-Theatre erhielt im Rahmen der WhatsOnStage Awards 2017 drei Auszeichnungen und zwei weitere Nominierungen. Mit elf Nominierungen stellte die dortige Inszenierung von Harry Potter und das verwunschene Kind einen Rekord in der Geschichte der Verleihung der Olivier Awards auf, der als höchste Auszeichnung im britischen Theater gilt. Ausgezeichnet wurden die Aufführung und die Besetzung in insgesamt neun Kategorien, was ebenfalls einen Rekord in der Geschichte des Preises darstellt, darunter John Tiffany als bester Regisseur und Jamie Parker als bester Schauspieler.
Evening Standard Theatre Awards 2016
- Auszeichnung als Best Play[67]
- Nominierung als Bester Regisseur für den Milton Shulman Award (John Tiffany)
- Nominierung für den Emerging Talent Award (Anthony Boyle)[68]

Laurence Olivier Awards 2017
- Auszeichnung als Bester Regisseur (John Tiffany)
- Auszeichnung als Bester Schauspieler (Jamie Parker)
- Auszeichnung als Bester Nebendarsteller (Anthony Boyle)
- Auszeichnung als Beste Nebendarstellerin (Noma Dumezweni)
- Nominierung für die Beste Musik (Imogen Heap)
- Nominierung für die Beste Theaterchoreografie (Steven Hoggett)
- Auszeichnung für den Blue-i Theatre Technology Award für die Beste Ausstattung (Christine Jones)
- Auszeichnung für den White Light Award für das Beste Lichtdesign (Neil Austin)
- Auszeichnung mit dem Virgin Atlantic als Bestes neues Stück
- Auszeichnung für das Beste Sounddesign (Gareth Fry)
- Auszeichnung für die Besten Kostüme (Katrina Lindsay)[69]

WhatsOnStage Awards 2017
- Auszeichnung als Bester Schauspieler in einem Theaterstück (Jamie Parker)
- Auszeichnung als Bester Nebendarsteller in einem Theaterstück (Anthony Boyle)
- Auszeichnung als Beste Nebendarstellerin in einem Theaterstück (Noma Dumezweni)
- Nominierung als Bester Nebendarsteller in einem Theaterstück (Paul Thornley)
- Nominierung als Beste Nebendarstellerin in einem Theaterstück (Poppy Miller)

### Weitere Auszeichnungen
Im Rahmen der Tony Awards 2018 wurde Harry Potter und das verwunschene Kind sechs Mal ausgezeichnet, darunter als Bestes Theaterstück und für die Beste Regie.
Die deutsche Buchveröffentlichung gewann 2016 den LovelyBooks Leserpreis in der Kategorie Jugendbuch.
Am 22. Juni 2022 erhielt Harry Potter und das verwunschene Kind den Live-Entertainment-Award (LEA) als Show des Jahres 2020/2021.